# Junior CHANNEL
Junior CHANNEL（日语：ジュニアCHANNEL）是由日本经纪公司星達拓娛樂旗下五对小杰尼斯组合：少年忍者、Travis Japan、7 MEN 侍、美 少年、HiHi Jets以及關西小傑尼斯分别主持每周一日的网络节目，节目的内容以音乐及谈话为主。这同时也是杰尼斯事务所第一个官方YouTube频道。 小杰尼斯频道的开办是素来因为肖像权管理政策颇为严格而对互联网采取谨慎态度的杰尼斯事务所的一次尝试。2023年10月17日，傑尼斯事務所改組為SMILE-UP.，Johnny's Jr.同步更名為Junior，頻道名稱改為「Junior CHANNEL」。

## 节目简介
节目由五组小杰尼斯组合分别负责每周某一天的主持，节目每天晚上八点整（日本标准时间）准时上线。 每天播出的节目具体内容也由当天负责主持的组合来控制，大致内容包括音乐、谈话和综艺。
每天负责主持的组合：
- 星期一：不定期播出特别内容，例如：跨组合的节目策划或番外内容。
- 星期二：不定期播出特别内容 → 關西小傑尼斯旗下3組團體每月輪替（2021年1月5日 - ） → 浪花男子2021年10月18日頻道畢業後，變更為2組輪替→ 2022年6月開始Aえ! group、Lil かんさい每週更新。
- 星期三：Snow Man → 少年忍者（2019年12月25日 - ）
- 星期四：Travis Japan
- 星期五：SixTONES→ 7 MEN 侍（2019年8月16日 - ）
- 星期六：美 少年
- 星期天：HiHi Jets

为了应对近几年互联网社交媒体的极速发展，自2016年开始，杰尼斯事务所就开始与全球访问量巨大的视频媒体YouTube就内容合作展开协商。最终，杰尼斯事务所于2017年夏天作出将开设YouTube频道的决定。 2018年3月5日，小杰尼斯官方频道正式公布。 尽管有不少杰尼斯事务所的粉丝对事务所宣布进军YouTube感到高兴，但是也有一些意见批评这个官方频道并没有让粉丝产生熟悉感。 然而截至2018年3月20日正式上线前，小杰尼斯频道的订阅人数已经超越10万人。 而负责这个频道的小杰尼斯组合们则表现出了强烈的进取心态，并表示“（我们）会打开一个向全世界展示自己的新途径，在全世界范围内引发对我们的关注荣景。”
在2018年3月21日的午夜零点，杰尼斯事务所将五组组合所各自主持的第一期节目统一上传至小杰尼斯频道。此后，每组的新节目都由该组在每天20点整的时候上传。 2018年4月6日，在由SixTONES负责的节目里，巴西足球队选手罗纳尔迪尼奥作为1号嘉宾出席。他在节目里与傑西以及高地優吾对谈。
2019年8月8日，在東京巨蛋舉行的『ジャニーズJr.8・8祭り〜東京ドームから始まる〜』活動上，發表SixTONES於小傑尼斯頻道畢業。由7 MEN 侍接過星期五主持棒。之後，同樣於2020年1月22日發行單曲出道的Snow Man，所負責的星期三節目由少年忍者接替主持。
2020年3月30日，頻道訂閱人數突破100萬人，由Travis Japan代表發布緊急感謝感言影片。
2021年1月5日，發表關西小傑尼斯旗下3組團體–なにわ男子、Aぇ! group、Lilかんさい加入頻道。
同年1月11日，開設子頻道「小傑尼斯頻道+」（ジャニーズJr.チャンネル+），專門不定期發布不擔任小傑尼斯頻道主持之團體（例: IMPACTors和Jr.SP）的影片。

## 节目演出

### 現任組合
- 少年忍者（豐田陸人 · 內村颯太 · ヴァサイェガ涉 · 深田龍生 · 元木湧 · 檜山光成 · 青木滉平 · 長瀨結星 · 川崎星輝 · 瀧陽次朗 · 鈴木悠仁 · 稻葉通陽 · 山井飛翔 · 小田將聖 · 黑田光輝 · 川崎皇輝 · 安嶋秀生 · 北川拓實 · 織山尚大 · 田村海琉 · 久保廉）

- Travis Japan（川島如惠留 · 七五三掛龍也 · 吉澤閑也 · 中村海人 · 宮近海斗 · 松倉海斗 · 松田元太）

- 7 MEN 侍（中村嶺亞 · 今野大輝 · 菅田琳寧 · 佐佐木大光 · 本高克樹 · 矢花黎）

- 美 少年（藤井直樹 · 那須雄登 · 浮所飛貴 · 岩﨑大昇 · 佐藤龍我 · 金指一世）

- HiHi Jets（橋本涼 · 井上瑞稀 · 豬狩蒼彌 · 高橋優斗 · 作間龍斗）

- 關西小傑尼斯
  - Aぇ! group[[[Wikipedia:格式手册/链接#章節|錨點失效]]]（正門良規、小島健、末澤誠也、草間リチャード敬太、福本大晴、佐野晶哉）
  - Lilかんさい（嶋﨑斗亞、岡崎彪太郎、西村拓哉、大西風雅、當間琉巧）

### 畢業組合
- SixTONES（高地优吾 · 京本大我 · 田中树 · 松村北斗 · 杰西 · 森本慎太郎）
  - 2019年8月9日於YouTube直播宣布畢業[13]。並開設個人頻道。[14]
- Snow Man（深泽辰哉 · 佐久间大介 · 渡边翔太 · 宫馆凉太 · 岩本照 · 阿部亮平 · 向井康二 · 目黒蓮 · ラウール）
  - 2019年12月11日宣布畢業[15]，12月18日上傳最後一支影片正式畢業[16]。並開設個人頻道。[17]
- 浪花男子（西畑大吾 · 大橋和也 · 藤原丈一郎 · 大西流星 · 高橋恭平 · 道枝駿佑 · 長尾謙杜）
  - 2021年7月28日單獨演唱會上宣布於11月12日出道。10月18日於頻道發布最後一支影片正式畢業。[18]並開設個人頻道。[19]